# Luiz de França
Luiz Gonzaga França Carneiro, mais conhecido como Luiz De França (Barbacena, 3 de fevereiro de 1946 – Rio de Janeiro, 28 de julho de 2017) foi um radialista brasileiro.

## Biografia
Luiz De França começou sua carreira em sua cidade natal Barbacena, aos 15 anos de idade, transmitindo bailes de carnaval e comandando programas de entretenimento na Rádio Correio da Serra e também na Rádio Barbacena, ao lado do companheiro e técnico de som Francisco Bizarria.
Aos 18 anos, participou e venceu o concurso do programa A Grande Chance, de Flávio Cavalcanti, na TV Tupi, e como prêmio tornou-se locutor da TV Tupi e da Rádio Tupi. Apresentou programas como "Portugal Sem Passaporte" e Repórter Esso, em substituição a Heron Domingues.
Foi dono da Rádio Difusora de Petrópolis com o morte de seu tio.
Trabalhou por 28 anos no Sistema Globo de Rádio, começando como locutor noticiarista e, posteriormente, comandou férias de colegas até assumir seu primeiro programa, o Show da Noite, tradicional na programação global no ano de 1983.
Em 1985 teve uma rápida passagem pela Rádio Globo São Paulo, onde substituiu Eli Corrêa. Em 1986 retornou a Globo Rio onde ficou na função de locutor substituto até o dia 13 de Janeiro de 1987, onde França passou a comandar as tardes da Globo, substituindo Waldir Vieira (que era titular da faixa vespertina e morreu naquele ano) onde permaneceu liderando a audiência até 1998.
No ano de 1999, França passou a integrar a Super Rádio Tupi, onde permaneceu até meados de 2007, até à sua ida para a Rádio Manchete, sua atual emissora. E de 2008 até 2015, ele comandou seu programa na emissora diretamente de sua cidade natal, Barbacena, através de uma linha digital, das 15h às 17h de segunda à sexta.
Seu neto Raphael de França também é radialista, até 2015 foi diretor de programação e comunicador na Manchete do Rio de Janeiro ; fez parte da equipe da Diário FM de Campos dos Goytacazes  e atualmente retornou para a Super Rádio Tupi, para fazer a produção do Fala Garotinho.  
Morreu aos 71 anos, em sua casa, na Tijuca, 28 de julho de 2017, de uma parada cardiorrespiratória. Ele havia passado uma semana internado no Hospital Getúlio Vargas, na Penha, na Zona Norte do Rio, por conta de uma insuficiência respiratória e tinha deixado o hospital no dia 25 de julho e se recuperava bem.  